# Barva
Barva (hiszp. Volcán Barva, znany również jako Barba lub Las Tres Marias) – wygasły wulkan w środkowej Kostaryce, położony w paśmie Cordillera Central. Na południe od wulkanu położone są miasta Alajuela, Heredia i San José.
Barva to wulkan złożony z kalderą, licznymi szczytami i kominami bocznymi. Wulkan nie był aktywny w czasach historycznych. Ostatnia erupcja miała miejsce około 7–9 tys. lat temu.
Północne stoki wulkanu podlegają ochronie w ramach parku narodowego Braulio Carrillo